# Danh sách chi của Geometridae: X
Dưới đây là danh sách các chi của họ bướm đêm Geometridae:
A B C D E F G H I J K L M N O P Q R S T U V W X Y Z

- Xandramella
- Xandrames
- Xanthabraxas
- Xantheliodes
- Xanthisthisa
- Xanthodura
- Xantholepidote
- Xanthomima
- Xanthoxena
- Xanthyris
- Xenagia
- Xenimpia
- Xenobiston
- Xenocentris
- Xenochlaena
- Xenochlorodes
- Xenochroma
- Xenoclystia
- Xenoecista
- Xenogenes
- Xenographia
- Xenomusa
- Xenopepla
- Xenoplia
- Xenoprora
- Xenortholitha
- Xenosina
- Xenospora
- Xenostega
- Xenostigma
- Xenozancla
- Xerochlora
- Xerodes
- Xeropteryx
- Xylinophylla
- Xylodryas
- Xylolocha
- Xylopteryx
- Xyloscia
- Xynonia
- Xyridacma
- Xystrota